# Paul Alter
Pour les articles homonymes, voir Alter (homonymie).
Paul Alter (Chicago, 11 mars 1922 – Los Angeles, 13 juin 2011 ), est un réalisateur, producteur et compositeur américain.

## Filmographie

### Comme réalisateur
- 1982 : Tattletales (série télévisée)
- 1950 : Beat the Clock (en) (série télévisée)
- 1951 : The Big Payoff (en) (série télévisée)
- 1952 : I've Got a Secret (en) (série télévisée)
- 1956 : The Price Is Right (jeu télévisé)
- 1956 : To Tell the Truth (série télévisée)
- 1965 : Where the Action Is (série télévisée)
- 1969 : Beat the Clock (série télévisée)
- 1969 : To Tell the Truth (série télévisée)
- 1969 : He Said, She Said (série télévisée)
- 1969 : Sale of the Century (série télévisée)
- 1974 : Tattletales (série télévisée)
- 1974 : Now You See It (série télévisée)
- 1976 : Family Feud (jeu télévisé)
- 1976 : Double Dare (série télévisée)
- 1977 : The Better Sex (série télévisée)
- 1979 : Beat the Clock (série télévisée)
- 1982 : Tattletales (série télévisée)
- 1984 : Body Language (série télévisée)
- 1988 : Family Feud (jeu télévisé)
- 1990 : To Tell the Truth (série télévisée)

### Comme producteur
- 1974 : Tattletales (série télévisée)
- 1979 : Beat the Clock (série télévisée)

### Comme compositeur
- 1982 : Child's Play (série télévisée)